# اسپادولا
اسپادولا (به ایتالیایی: Spadola) یک کومونه در ایتالیا است که در استان ویبو والنتیا واقع شده‌است.

## خصوصیات
اسپادولا ۹٫۶ کیلومترمربع مساحت و ۸۱۳ نفر جمعیت دارد.